# Équipe de Macao féminine de football
Cet article traite de l'équipe féminine. Pour l'équipe masculine, voir Équipe de Macao de football.
L'équipe de Macao féminine de football est l'équipe nationale qui représente Macao dans les compétitions internationales de football féminin. Elle est gérée par la Fédération de Macao de football.
Les Macanaises n'ont jamais disputé de phase finale de compétition majeure, que ce soit la Coupe d'Asie, la Coupe du monde ou les Jeux olympiques.
L'équipe féminine de Macao a disputé sa première rencontre contre Guam, lors d'un match amical le 22 juillet 2014 qui se solde par une défaite écrasante de 11-0. En 2025, l'équipe féminine de Macao n'a encore remporté aucun match officiel ni inscrit le moindre but.

## Palmarès

### Parcours enCoupe du monde
- 1991 à 2023 : Non inscrit

### Parcours enCoupe d'Asie
- 1975 à 2026 : Non inscrit

### Parcours enCoupe d'Asie de l'Est
- 2015 : Tour préliminaire
- 2017 : Tour préliminaire
- 2019 : Tour préliminaire
- 2022 : Non inscrit
- 2025 : Tour préliminaire

## Matchs féminin de Macao par adversaire
Voici le tableau récapitulatif des matchs de Macao répertorié par la FIFA.
| Date             | Lieu                        | Locaux | Résultat | Visiteur               |
| ---------------- | --------------------------- | ------ | -------- | ---------------------- |
| 22 juillet 2014  | Dededo Guam                 | Macao  | 0-11     | Guam                   |
| 24 juillet 2014  | Dededo Guam                 | Macao  | 0-7      | Îles Mariannes du Nord |
| 29 juin 2016     | Dededo Guam                 | Macao  | 0-5      | Guam                   |
| 1er juillet 2016 | Dededo Guam                 | Macao  | 0-0      | Îles Mariannes du Nord |
| 8 juillet 2017   | Stade Jalan Besar Singapour | Macao  | 0-3      | Singapour              |
| 3 septembre 2018 | Oulan-Bator Mongolie        | Macao  | 0-5      | Guam                   |
| 5 septembre 2018 | Oulan-Bator Mongolie        | Macao  | 0-0      | Îles Mariannes du Nord |
| 7 septembre 2018 | Oulan-Bator Mongolie        | Macao  | 0-0      | Mongolie               |
| 3 août 2019      | Carmona Philippines         | Macao  | 0-11     | Philippines            |
| 30 novembre 2023 | Zhuhai Chine                | Macao  | 0-16     | Taipei chinois         |
| 2 décembre 2023  | Zhuhai Chine                | Macao  | 0-6      | Guam                   |
| 6 décembre 2023  | Zhuhai Chine                | Macao  | 0-4      | Îles Mariannes du Nord |
| 16 juillet 2024  | Stade Jalan Besar Singapour | Macao  | 0-9      | Singapour              |

### Bilan
| Rang | Équipe | Pts | J  | G | N | P  | Bp | Bc | Diff |
| ---- | ------ | --- | -- | - | - | -- | -- | -- | ---- |
| #    | Macao  | 3   | 13 | 0 | 3 | 10 | 0  | 77 | -77  |

### Nations rencontrées
| Adversaire             | Joués | Victoires | Matchs nuls | Défaites | Buts pour | Buts contre |
| ---------------------- | ----- | --------- | ----------- | -------- | --------- | ----------- |
| Guam                   | 4     | 0         | 0           | 4        | 0         | 27          |
| Îles Mariannes du Nord | 4     | 0         | 2           | 2        | 0         | 11          |
| Mongolie               | 1     | 0         | 1           | 0        | 0         | 0           |
| Philippines            | 1     | 0         | 0           | 1        | 0         | 11          |
| Singapour              | 2     | 0         | 0           | 2        | 0         | 12          |
| Taipei chinois         | 1     | 0         | 0           | 1        | 0         | 16          |

## Sélectionneurs de l'équipe de Macao féminine
Mis à jour le 14 septembre 2016.
| Sélectionneur | Période   | Matchs | Gagnés | Nuls | Perdus | Gagnés % |
| ------------- | --------- | ------ | ------ | ---- | ------ | -------- |
| Iau Meng Vong | 2012-2017 | 5      | 0      | 1    | 4      | 0        |
| Iong Cho Ieng | ?-?       | ?      | 0      | ?    | ?      | 0        |
| Meng Jun      | ?-        | ?      | 0      | ?    | ?      | 0        |